# 세페우스자리 VV
세페우스자리 VV(VV Cephei)는 지구에서 약 4,900광년 정도 떨어진 세페우스자리에 있는 식쌍성(蝕雙星)(식변광성)이자 알골형 변광성이며, 극대거성 A와 청색 거성으로 추측되는 B로 구성된다.

## 구성원

태양과 세페우스자리 VV A와의 크기 비교

세페우스자리 VV는 적색 초거성 A와 청색 초거성 B로 이루어진 쌍성계이다. 세페우스자리 VV는 맨눈으로 희미하게 보일 수준이지만 사실 성간 구름이 별빛을 상당량 가리고 있기 때문에 어둡게 보이는 것이다. 만약 이 별과 우리 시야 사이를 가리는 것이 없었다면 VV의 밝기는 A가 1.97, B가 2.91로 밤하늘에서 밝게 빛날 것이며, 변광성 기호 대신 바이어 명명법에 따라 제 이름을 받았을 것이고, 사람들에게 애칭을 얻어 오래전부터 불려 왔을 것이다.

### 세페우스자리 VV A
세페우스자리 VV A는 지금까지 발견된 항성 중 큰개자리 VY와 적색 초거성 WOH G64에 이어 세 번째로 큰 항성이었으나, 측정결과가 달라져 예전보다 크기가 조금 줄어있는 상태이다.(큰개자리 VY역시 마찬가지이다.)(세페우스자리 VV A는 극대거성이다). 세페우스자리 VV A의 스펙트럼형은 M2이며, 지름은 태양의 약 1,600-1,900배 정도로 측정되었다. 이 항성이 현재 태양의 위치에 있다고 가정하면, 그 둘레는 목성의 공전궤도를 조금 넘을 정도의 크기가 된다. 세페우스자리 VV A는 태양보다 약 275,000-575,000배 밝다.
세페우스자리 VV A의 질량은 공전의 움직임에서 추정할 때 태양 질량의 약 100배정도이지만, 밝기에 근거해 계산해 보면 태양의 25배 정도의 질량을 갖는 것으로 추측된다. 하지만 많은 적색 극대거성에서 보듯, 성풍이 그 앞을 대략 초속 25킬로미터의 속도로 지나가기 때문에 정확한 질량을 알 수는 없다.
A가 B에 근접할 경우 A는 로슈 한계 내에 존재하게 되며 이는 A로부터 B로 질량이동이 일어나는 원인이 된다. 따라서 A의 모양은 구형(球形)이 아니라 B쪽으로 찌그러진 형태일 것으로 추측된다. 서로의 질량이 한 쪽은 줄어들고 다른 쪽은 늘어나는 만큼, 둘의 공전궤도도 시시각각 변하고 있다.
세페우스자리 VV A는 현재 탄소핵융합을 하고 있으며 그리 멀지 않은 미래 초신성 폭발로 생을 마감할 것이며 블랙홀이 될 것이다.

### 세페우스자리 VV B
차갑고 거대한 주성 A에 비해 B는 상대적으로 덩치가 작다. 그럼에도 B는 매우 밝고 뜨거운 별로, 지름은 태양의 10배 정도에 광도는 태양의 10만배에 이른다. B의 질량은 태양의 21배이며 수소핵융합을 마치고 헬륨핵융합을 막 시작한 거성이다. 분광형은 B0이며 주계열때는 O8의 분광형을 가진 항성이었을 것이다. A와는 질량 중심을 기준으로 17~34AU의 거리를 보이면서, 20.3년을 1주기로 공전한다. 식(蝕) 현상은 1,300일 정도 지속된다. 식 중에는 별의 전체 밝기가 20퍼센트 정도 줄어든다.

## 같이 보기
- 가장 밝은 별 목록
- 큰개자리 VY

## 참고 문헌
- (영어) https://web.archive.org/web/20120322193329/http://www.hposoft.com/Astro/PEP/VVCephei.html
- (영어) https://web.archive.org/web/20090201112518/http://www.astro.uiuc.edu/~kaler/sow/vvcep.html
- (영어) http://www.astrosurf.com/buil/us/peculiar2/vvcep.htm

1. 1 2  
“Hipparchos catalogue: query form”. 《CASU Astronomical Data Centre》. Cambridge Astronomical Survey Unit. 2006. 2012년 7월 4일에 원본 문서에서 보존된 문서. 2009년 3월 10일에 확인함.
2. 1 2 3 4 5  
Bennet, P. D. (2010). “Chromospheres and Winds of Red Supergiants: An Empirical Look at Outer Atmospheric Structure”. 《ASP Conference Series》 425: 181. arXiv:1004.1853. Bibcode:2010ASPC..425..181B.
3. 1 2  Bauer, W. H.; Gull, T. R.; Bennett, P. D. (2008). “Spatial Extension in the Ultraviolet Spectrum of Vv Cephei”. 《The Astronomical Journal》 136 (3): 1312. Bibcode:2008AJ....136.1312H. doi:10.1088/0004-6256/136/3/1312.
4. ↑  Bauer, W. H.; Bennett, P. D.; Brown, A. (2007). “An Ultraviolet Spectral Atlas of VV Cephei during Total Eclipse”. 《Astrophysical Journal Supplement Series》 171 (1): 249–259. Bibcode:2007ApJS..171..249B. doi:10.1086/514334.
5. 1 2  Hopkins, J. L.; Bennett, P. D. (2006). “Single Channel UBV Photometry of Long Period Eclipsing Binary VV Cephei” (PDF). 《Proceedings for the 25th Annual Conference of the Society for Astronomical Sciences》: 105. Bibcode:2006SASS...25..105H. 2018년 3월 25일에 원본 문서 (PDF)에서 보존된 문서. 2015년 3월 16일에 확인함.